# 青森市立野沢小学校
青森市立野沢小学校（あおもりしりつ のざわしょうがっこう）は、かつて青森県青森市にあった市立小学校。
かつては青森市立野沢小学校入内分校が存在したが、2007年3月末に閉校となった。現在は旧校舎が改修され、小牧野遺跡保護センターとなっている。
浪岡町と青森市の合併により、浪岡町立野沢小学校もあるが、区別するために浪岡の野沢小学校は青森市立浪岡野沢小学校と改称した。

## 沿革
- 1877年（明治10年）10月3日 - 野沢小学創立。
- 1882年（明治15年） - 校舎増築。
- 1884年（明治17年）3月3日 - 初等・中等科の課程を設置。
- 1886年（明治19年）7月7日 - 野沢簡易小学校と改称。
- 1892年（明治25年）4月 - 野沢尋常小学校と改称。
- 1897年（明治30年）4月 - 校舎新築落成。
- 1907年（明治40年）4月1日 - 農業補習学校併設。
- 1926年（大正15年）6月30日 - 農業補習にを青年訓練所に充当。
- 1931年（昭和6年）9月 - 野沢字沢辺108番地（現在地）に校舎新築。
- 1936年（昭和10年）4月1日 - 青年訓練所充当野沢農業補習学校を公立野沢青年学校と改称。
- 1937年（昭和12年）4月1日 - 高等科を設置し、野沢尋常高等小学校と改称。
- 1941年（昭和16年）4月1日 - 国民学校令により、中野坂国民学校と改称。
- 1947年（昭和22年）4月1日 - 学制改革により、高田村立中野坂小学校と改称。同日、中野坂中学校を併置し、高等科生を中学校に移籍。
- 1948年（昭和23年）11月5日 - 併設の中野坂中学校が、高田中学校に統合。
- 1954年（昭和29年）5月1日 - 高田村立野沢小学校と改称。
- 1955年（昭和30年）1月1日 - 高田村の青森市への合併に伴い、青森市立野沢小学校と改称。
- 1957年（昭和32年）10月23日 - 校章制定。
- 1967年（昭和42年）8月25日 - 校歌制定。
- 1977年（昭和52年）9月18日 - 創立100周年記念式典挙行。
- 1981年（昭和56年）4月1日 - 五学級編制（第2学年と第3学年との複式学級）。
- 1982年（昭和57年）2月12日 - 新校舎が竣工し、移転。
- 1983年（昭和58年）2月12日 - 新校舎並びに体育館落成記念式典挙行。
- 1984年（昭和59年）4月1日 - 四学級編制（第2学年と第3学年及び第4学年と第5学年の複式学級）。
- 1990年（平成2年）4月1日 - 五学級編制（第5学年と第6学年との複式学級）。
- 1992年（平成4年）4月1日 - 五学級編制（第3学年と第4学年との複式学級）。
- 1994年（平成6年）4月1日 - 四学級編制（第3学年と第4学年及び第5学年と第6学年との複式学級）。
- 1996年（平成8年）4月1日 - 四学級編制（第2学年と第3学年及び第4学年と第5学年との複式学級）。
- 2012年（平成24年）3月31日 - 青森市立荒川小学校へ統合のため閉校[1]。

### 学区
小館、野沢、小畑沢

## 入内分校

### 沿革
- 1910年（明治43年）11月1日 - 野沢尋常小学校入内季節分教場発足（冬季のみの季節分校）。
- 1937年（昭和12年）4月1日 - 野沢尋常高等小学校入内季節分教場と改称。
- 1941年（昭和16年）4月1日 - 国民学校令により、中野坂国民学校入内季節分教場と改称。
- 1947年（昭和22年）4月1日 - 学制改革により、高田村立中野坂小学校入内季節分教場と改革。
- 1950年（昭和25年）4月1日 - 通年制となり高田村立中野坂小学校入内分校と改称。
- 1953年（昭和28年）8月29日 - 高田村大字入内字駒田28番地に、校舎竣工移転。
- 1954年（昭和29年）5月1日 - 高田村立野沢小学校入内分校と改称。
- 1955年（昭和30年）1月1日 - 高田村の青森市への合併に伴い青森市立野沢小学校入内分校と改称。
- 1963年（昭和38年）12月7日 - 入内字駒田18番地（現在地）に新校舎竣工移転。
- 1964年（昭和39年）3月19日 - 新校舎落成式挙行。
- 1968年（昭和43年）8月30日 - 学校付録設置。
- 1970年（昭和45年）
  - 10月13日 - 第19回全国へき地教育研究室大会第波八分科会場となる。
  - 11月22日 - 分校創立60周年記念式典挙行。
- 1984年（昭和59年）7月29日 - 水泳プール完成竣工式挙行。
- 2007年（平成19年）
  - 3月11日 - 閉校式挙行。
  - 3月31日 - 閉校。

### 学区
入内

## 参考資料
- 『新青森市史 別巻教育(別巻) 年表・学校沿革』(青森市・2000年3月発行)
  - 176頁 - 178頁「学校沿革 (一)小学校 野沢小学校」
  - 178頁 - 179頁「学校沿革 (一)小学校 野沢小学校入内分校」